# Villa Borghese (zona di Roma)
Villa Borghese è la zona urbanistica 2X del Municipio Roma II di Roma Capitale. Si estende sul quartiere Q. III Pinciano.
Prende il nome dalla omonima villa.

## Geografia fisica
Il territorio della zona ricopre interamente quello di Villa Borghese, dalla quale prende il nome.

### Territorio
La zona confina:
- a nord con la zona urbanistica 2B Parioli
- a est con la zona urbanistica 2D Salario
- a sud con la zona urbanistica 1A Centro Storico
- a ovest con la zona urbanistica 2C Flaminio